# Organización Mundial de Mujeres Sionistas
La Organización Mundial de Mujeres Sionistas (en inglés: Women's International Zionist Organisation, WIZO, en hebreo: ראשי תיבות באנגלית של ארגון נשים ציוני בינלאומי, ויצו) es una organización de voluntarios dedicada a la política de bienestar social en todos los sectores de la sociedad israelí, el avance de la condición de la mujer y la educación en Israel y en la diáspora judía.

## Historia

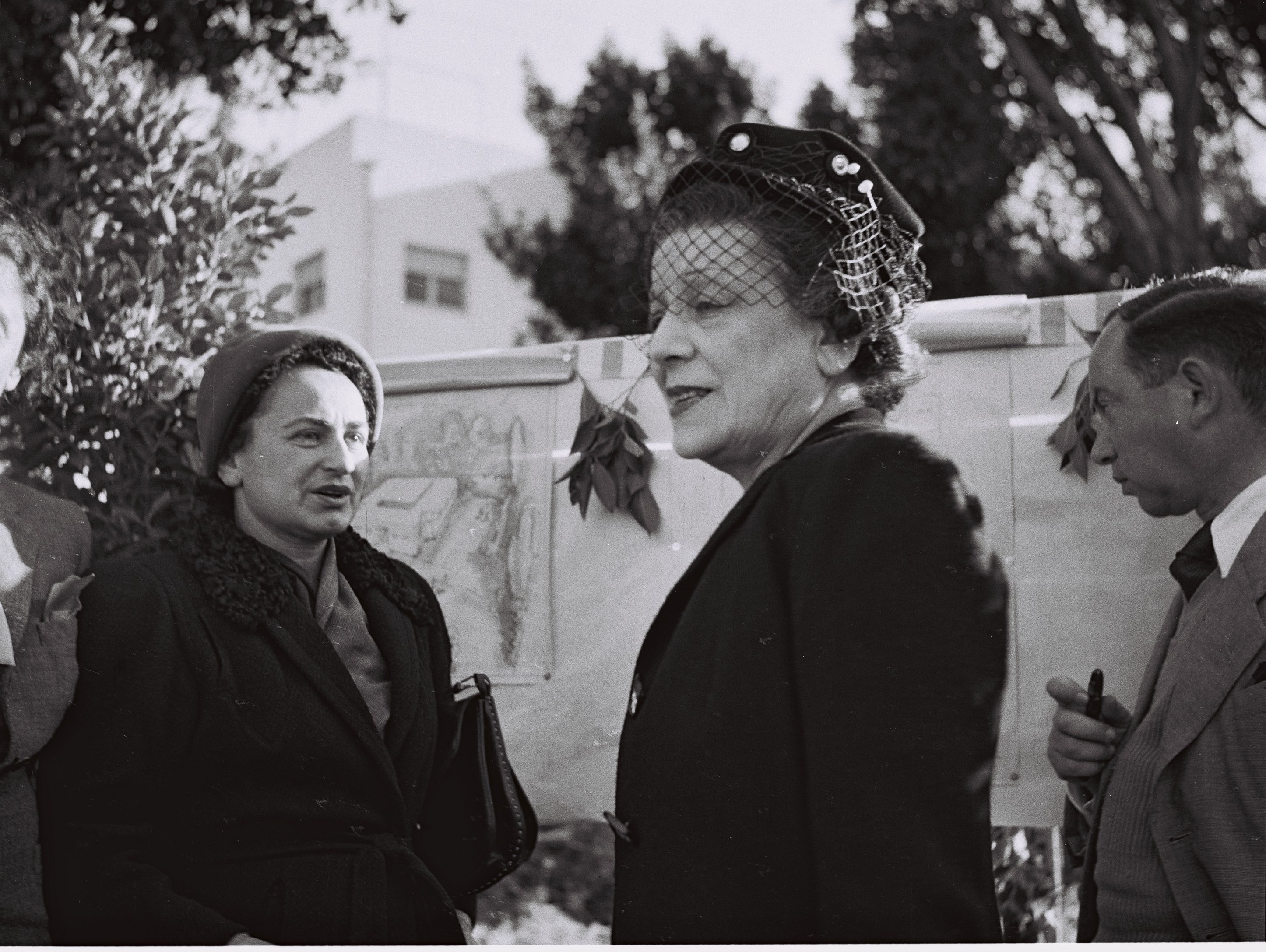
Vera Weizmann visitando una guardería de WIZO en Rejovot en 1946.

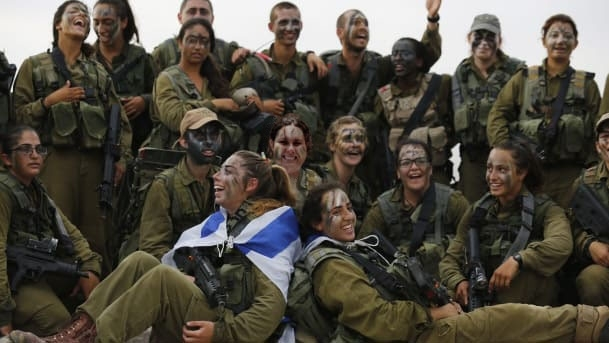
Fuerzas de Defensa de Israel.

WIZO se fundó en Inglaterra el 1920 por Rebecca Sieff, Vera Weizmann (esposa de Jaim Weizmann, primer presidente de Israel), Edith Eder, Romana Goodman y Henrietta Irwell para prestar servicios comunitarios a los residentes del Mandato Británico de Palestina. WIZO abrió sucursales en toda Europa, pero muchas fueron cerradas a raíz de la ocupación nazi y el Holocausto. Las sucursales en América Latina siguieron funcionando durante la guerra. En 1949, después de la creación del Estado de Israel, WIZO trasladó su sede a Israel y Sieff se convirtió en presidenta de la Organización Mundial de WIZO. En 1966, fue sustituida por Rosa Ginossar. Otras presidentas anteriores fueran Raya Jaglom y Michal Modai. 
Las presidentas Evelyn Sommer (WIZO) e Ilana Ben Ami (WIZO Israel) intentaron mediar con el presidente mexicano Luis Echeverría en 1975 para evitar que durante la Conferencia del Año Internacional de la Mujer se condenara al sionismo como una forma de racismo. A pesar de las promesas de Echeverría, la Asamblea General de la ONU en 1975, por impulso de los países árabes, y con el apoyo del bloque soviético y del Movimiento de Países No Alineados adoptó la resolución 3379 en contra del sionismo. Tendrían que pasar casi veinte años para que en 1991 la resolución 46/86 de la Asamblea General de la ONU revocara la determinación de 1975.
Entre los primeros proyectos de bienestar social de WIZO en la Palestina del Mandato británico fueron el establecimiento de las clínicas infantiles Tipat Halav y los centros de distribución de ropa, muchos todavía activos en la actualidad. WIZO abrió el primer centro de atención de día del país en Tel Aviv en 1926. El 2008, WIZO, junto con otras dos organizaciones de mujeres, recibió el premio Israel por sus éxitos en la trayectoria y su contribución especial a la sociedad y al Estado de Israel.

## La actividad política en Israel
WIZO formó un partido y se presentó a las elecciones legislativas de Israel de 1949, recibiendo el 1,2% de los votos. Obtuvo un escaño para Rachel Cohen-Kagan, entonces presidenta de WIZO. Cohen-Kagan participó más tarde en la Quinta Knéset como miembro del Partido Liberal (aunque ella era un miembro del grupo que se separó para formar los liberales independientes).

## Actualidad
Hoy en día, WIZO se ocupa de 170 centros de atención diurnos en Israel, con cuidado de 14.000 niños de madres que trabajan, nuevos inmigrantes y familias necesitadas. La organización también dirige campamentos de verano, cursos para familias monoparentales y marcos de terapéutica para los niños retirados de sus hogares por orden judicial. Actualmente WIZO es la organización sionista de mujeres más grande del mundo. En 2008, 36 países enviaron delegados a Israel para celebrar el 88 aniversario de la organización. La actual presidenta de WIZO es Helena Glaser.

## Resultados electorales
| Año  | Líder              | Votos       | %               | Resultado | Gob       |
| ---- | ------------------ | ----------- | --------------- | --------- | --------- |
| 1949 | Rachel Cohen-Kagan | 5.173 (#11) | \| \| 1.19 % \| | 1/120     | Oposición |
|      | 1.19 %             |             |                 |           |           |